# Didemnum gigas
Didemnum gigas is een zakpijpensoort uit de familie van de Didemnidae. De wetenschappelijke naam van de soort is voor het eerst geldig gepubliceerd in 1881 door Della Valle.